# Pena de mort als Estats Units

Vigència de la pena de mort als Estats Units
Llegenda:
Actualment abolida
Declarada inconstitucional
Vigent, però no s'ha aplicat almenys des de 1976
Vigent, s'ha aplicat des de 1976

La pena de mort és un càstig vigent actualment als Estats Units d'Amèrica, prevista en 32 dels 50 estats del país i per la justícia federal i militar.
La seva aplicació, així com els crims que es castiguen amb la mort, varien notablement segons cada jurisdicció. Alguns estats van abolir la pena capital al segle xix o l'han suspès indefinidament En l'actualitat, però d'altres l'apliquen de manera habitual i han expandit el seu ús.
La pena capital s'aplica des del període colonial i només va ser abolida durant un període de quatre anys (1972-1976) per decisió del Tribunal Suprem. Totes les persones executades des de la reinstauració de la pena capital ho han estat per delictes d'assassinat.
Els mètodes d'execució també varien segons la jurisdicció. En l'actualitat la majoria d'execucions es realitzen amb injecció letal, tot i que alguns estats permeten que el condemnat opti entre altres formes con la cadira elèctrica, la cambra de gas, la forca o l'afusellament.
La pena de mort gaudeix del suport majoritari dels ciutadans estatunidencs. Una enquesta de 2010 afirmava que el 64% dels americans aprovaven la pena de mort en cas d'assassinat mentre que un 29% s'hi mostrava contrari. No obstant això, quan es preguntà si un assassí ha de rebre la pena capital o una cadena perpètua sense possibilitat de llibertat condicional el 49% defensà l'execució mentre que el 46% l'empresonament a perpetuïtat.
| Estat              | Any d'abolició |
| ------------------ | -------------- |
| Michigan           | 1847           |
| Wisconsin          | 1853           |
| Maine              | 1887           |
| Minnesota          | 1911           |
| Puerto Rico        | 1929           |
| Hawaii             | 1957           |
| Alaska             | 1957           |
| Virgínia de l'Oest | 1965           |
| Iowa               | 1965           |
| Vermont            | 1972           |
| Dakota             | 1975           |
| Washington DC      | 1981           |
| Rhode Island       | 1984           |
| Massachusetts      | 1984           |
| Estat de Nova York | 2007           |
| Nova Jersey        | 2007           |
| Nou Mèxic          | 2009           |
| Illinois           | 2011           |
| Connecticut        | 2012           |
| Maryland           | 2013           |
| Delaware           | 2016           |
| Washington (estat) | 2018           |
| Nou Hampshire      | 2019           |
| Colorado           | 2020           |